# Косино (пункт контролю)
48°15′21″ пн. ш. 22°27′19″ сх. д. / 48.25583° пн. ш. 22.45528° сх. д.
Ко́сино — пункт пропуску через державний кордон України на кордоні з Угорщиною.
Розташований у Закарпатській області, Берегівський район, поблизу села Косонь на автошляху Т 0731. З угорського боку знаходиться пункт пропуску «Барабаш», медьє Саболч-Сатмар-Береґ, на автошляху місцевого значення у напрямку Ньїредьгаза.
Вид пункту пропуску — автомобільний (крім автобусів). Статус пункту пропуску — міжнародний (з 07.00 до 19.00 за середньоєвропейським часом).
Характер перевезень — пасажирський.
Окрім радіологічного, митного та прикордонного контролю, пункт пропуску «Косино» може здійснювати лише фітосанітарний, ветеринарний та екологічний контроль.
Пункт пропуску «Косино» входить до складу митного посту «Лужанка» Закарпатської митниці. Код пункту пропуску — UA305270 (115).